# Județul Taraclia

Stema/sigiliul județului

Județul Taraclia (în bulgară Тараклия окръг) a fost un județ din Republica Moldova. Acesta a fost înființat la 22 octombrie 1999 prin Legea nr.650-XIV din 22.10.99 și a existat până în 2003, când, odată cu reorganizarea administrativă a Republicii Moldova în raioane, județul Taraclia a fost transformat în raionul Taraclia. Județul era compus din 26 de localități, iar centrul județean era municipiul Taraclia.

## Structură administrativă
```
Comune               Sate din componența lor
```

```
Albota de Jos
         Albota de Jos
                      Balabanu
                      Hagichioi
                      Hîrtop

Albota de Sus
         Albota de Sus
                      Cealîc
                      Cortenul Nou
                      Roșița
                      Samurza
                      Sofievca

Aluatu
                Aluatu
                      Novosiolovca

Budăi
                 Budăi
                      Dermengi
                      Musaitu

Cairaclia
             Cairaclia

Corten
                Corten

Tvardița
              Tvardița

Valea Perjei
          Valea Perjei

Vinogradovca
          Vinogradovca
                      Chirilovca
                      Ciumai
                      Mirnoe
                      Orehovca              
                      Salcia
```